# Hawick
Hawick ('hɔɪkⓘ, en escocés: Haaick y en gaélico: Hamhaig) es una localidad escocesa y en los Scottish Borders e históricamente en el condado de Roxburghshire del este de las Southern Uplands. Se sitúa a 16,1 kilómetros al sudoeste de Jedburgh y 14,3 km al sursureste de Selkirk. Es una de las localidades de Escocia más alejadas del mar, en el corazón de Teviotdale, y la mayor ciudad del antiguo condado de Roxburghshire. La arquitectura de Hawick se distingue por los muchos edificios de roca arenisca con techos de pizarra. La ciudad se localiza en la confluencia del río Slitrig con el río Teviot. Hawick es conocido por su Common Riding anual, por su equipo de rugby, el Hawick Rugby Football Club y por su industria textil. 
En el censo de 2001 Hawick registraba una población de 14 801 habitantes.